# Les Prédateurs (série télévisée)
Pour les articles homonymes, voir Les Prédateurs et The Hunger.
Les Prédateurs (The Hunger) est une série télévisée britannique et canadienne en 44 épisodes de 30 minutes créée par Jeff Fazio et diffusée entre le 20 juillet 1997 et le 5 mars 2000 sur Sci Fi Channel au Royaume-Uni, The Movie Network au Canada et Showtime sur États-Unis.
En France, la série a été diffusée à partir du 1er octobre 1999 sur 13e rue.

## Synopsis et production
La série reprend le titre du film Les Prédateurs, réalisé par Tony Scott en 1983. La série a en commun avec le film de mettre en scène des vampires dans un contexte contemporain, mais ne reprend pas les personnages ni le scénario du long-métrage. Tony Scott lui-même est coproducteur de la série via la société familiale Scott Free Productions, et a réalisé le premier épisode de chaque saison.
Cette série, à la réalisation particulièrement soignée, a bénéficié de moyens importants et dont certains épisodes sont réalisés par des grands noms de Hollywood : Christian Duguay (Planète hurlante, L'Art de la guerre) ou Russell Mulcahy (Highlander, Les Contes de la crypte).
Les héros en sont des vampires, des hommes d'affaires véreux, des femmes fatales ou des fantômes lubriques. Tous sont de redoutables prédateurs, qui n'ont qu'un but : assouvir leur soif de pouvoir, d'argent, de sexe ou de sang. Tout au long de cette saison 1, l'hôte est le comédien Terence Stamp. La deuxième saison est présentée par David Bowie, interprète principal masculin du film, en 1983.

## Distribution

### Narrateurs
- Terence Stamp (première saison)
- David Bowie (deuxième saison)

### Invités
(ayant participé à au moins 2 épisodes)
- Richard Jutras (4 épisodes)
- Don Jordan (3 épisodes)
- Karen Elkin (3 épisodes)
- Martin Watier (2 épisodes)
- Serge Houde (2 épisodes)
- Tony Calabretta (2 épisodes)
- Arthur Holden (2 épisodes)
- Martin Neufeld (2 épisodes)
- Marie-Josée Croze	(2 épisodes)
- Paul Hopkins (2 épisodes)
- Terry Simpson (2 épisodes)
- David La Haye (2 épisodes)
- Brooke Smith (2 épisodes)
- Frank Schorpion (2 épisodes)

## Épisodes

### Première saison (1997-1998)
1. Jeux d'épées (The Swords)
2. Ménages à trois (Ménage à Trois)
3. Nécros (Necros)
4. Secret de cuisine (The Secret Shih-Tan)
5. La Suite nuptiale (Bridal Suite)
6. Chambre 17 (Room 17)
7. L'Objet du désir (Anais)
8. Les Jeux de pouvoirs (No Radio)
9. Obsession (But At My Back I Always Hear)
10. Voleurs d'âmes (Red Light)
11. La Robe de l'ombre (I'm Dangerous Tonight)
12. Tel père, tel fils (The Sloan Men)
13. Question de talent (A Matter of Style)
14. Double Maléfique (Hidebound)
15. Le Sauveur des ténèbres (Fly-By-Night)
16. La Rivière de la rédemption (A River of Night's Dreaming)
17. Un phare dans la nuit (The Lighthouse)
18. Le Visage de l'inconnu (The Face of Helene Bournouw)
19. Au nord-est de nulle part (Plain Brown Envelope)
20. Haute-couture (The Other Woman)
21. La Maudite (Clarimonde)
22. Passion dévorante (Footsteps)

### Deuxième saison (1999-2000)
1. Sanctuaire (Sanctuary)
2. Roxanne (Skin Deep)
3. La Sentinelle (Dream Sentinel)
4. Le Rire de la mort (And She Laughed)
5. Le Serviteur (Nunc Dimittis)
6. D'une femme à l'autre (Week Woman)
7. Belle de nuit (The Night Bloomer)
8. Le Dernier Sortilège (The Diarist)
9. La Part de l'ombre (Sin Seer)
10. Le Triangle d'acier (Triangle in Steel)
11. Les Griffes du diable (Brass)
12. Substitutions (Replacements)
13. Le Prix de la trahison (I'm Very Dangerous Tonight)
14. Justice sur terre (Wrath of God)
15. Héritage (Bottle of Smoke)
16. Le Jeu du destin (The Perfect Couple)
17. Les Monstres (The Sacred Fire)
18. Liaison virtuelle (Approaching Desdemona)
19. Vengeance macabre (The Seductress)
20. Le Double (Double)
21. Le Prix du génie (The Falling Man)
22. Aspiration (The Suction Method)